# Tahuya (település)
Tahuya az Amerikai Egyesült Államok északnyugati részén, Washington állam Mason megyéjében elhelyezkedő önkormányzat nélküli település.
A twana nyelvű Tahuya kifejezés jelentése „ami megtörtént”. Minden év júliusában megrendezik a Tahuya Day Celebration & Paradét, augusztusban pedig a Tahuya Annual Salmon Bake-et.

## Fordítás
- Ez a szócikk részben vagy egészben  a   Tahuya, Washington című angol Wikipédia-szócikk ezen változatának fordításán alapul.  Az eredeti cikk szerkesztőit annak laptörténete sorolja fel. Ez a jelzés csupán a megfogalmazás eredetét és a szerzői jogokat jelzi, nem szolgál a cikkben szereplő információk forrásmegjelöléseként.